# Sojuz 13
Sojuz 13 (ryska: Союз-13)  var en flygning i det sovjetiska rymdprogrammet. Farkosten sköts upp med en Sojuz-raket från Kosmodromen i Bajkonur den 18 december 1973. För denna flygning hade man tagit bort omloppsmodulen och ersatt den med ett Orion 2 Rymdobservatorium. Farkosten återinträdde i jordens atmosfär och landade i Sovjetunionen den 26 december 1973.